# Jacob bendecido por Isaac
Isaac bendice a Jacob es un cuadro del pintor Bartolomé Esteban Murillo, realizado entre 1665 y 1670, que se encuentra en el Museo del Ermitage de San Petersburgo, Rusia.

## El tema
Describe la bendición del anciano Isaac a su segundo hijo, el gemelo menor Jacob en vez de a Esaú, según se narra en el libro bíblico de Génesis. Este tema está abundantemente representado en la historia del arte.

## Descripción de la obra
El envejecido Isaac, casi ciego, bendice a Jacob, ayudando al engaño la madre de los gemelos, Rebeca. Murillo parte la escena en dos, una con una arquitectura abierta a la derecha y un paisaje de gran profundidad en la izquierda.